# She Moves in Her Own Way
She Moves in Her Own Way è un singolo dei The Kooks pubblicato il 26 giugno 2006 come quinto estratto dall'album Inside In/Inside Out.

## Classifiche
| Classifica (2006) | Posizione massima |
| ----------------- | ----------------- |
| Regno Unito       | 7                 |